# Lounès Matoub
Lounès Matoub (kabyliska: Lwennas Meɛṭub; berberspråk: ⵍⵡⴻⵏⵏⴰⵙ ⵎⴻⵄⵜⵓⴱ or ⵎⵄⵟⵓⴱ ⵍⵓⵏⵉⵙ; arabiska: معطوب لونّاس), född 24 januari 1956 i Aït Mahmoud, Franska Algeriet, död 25 juni 1998 i Béni-Aïssi, Algeriet, var en berömd algerisk-berbisk sångare, poet, tänkare och mandolespelare som var en framstående försvarare av berberna, mänskliga rättigheter och sekularism i Algeriet under hela sitt liv.